# Vitrinorbis arabscripta
Vitrinorbis arabscripta is een slakkensoort uit de familie van de Tornidae. De wetenschappelijke naam van de soort is voor het eerst geldig gepubliceerd in 1996 door Rolan & Rubio.